# Geobacter sulfurreducens
Geobacter sulfurreducens — грамотрицательная металл- и серовосстанавливающая протеобактерия. Палочковидная, облигатно анаэробная, неферментирующая, имеет жгутик и фимбрии IV типа, близкий родственник Geobacter metallireducens.

## Морфология и физиология
G.sulfurreducens - палочковидная бактерия (2-3 × 0.5 мкм) , не образует спор, подвижна благодаря жгутику. Является строгим анаэробом. Использует ацетат и водород как доноры электронов , а ионы металлов, таких как Fe(III) и U(VI), - как акцепторы электронов. Это делает её важной для процессов восстановления металлов в природных условиях.

## Геном и метаболизм
Геном состоит из примерно 3,8 млн пар оснований и включает около 3466 генов. В клетке множество цитохромов типа c, играющих ключевую роль в транспорте электронов. Примечательно отсутствие фермента формилтетрагидрофолатсинтетазы, что указывает на альтернативные метаболические пути.

## Электрическая активность
G.sulfurreducens может передавать электроны на внешние акцепторы, включая электроды, и вырабатывать электричество. Это делает её перспективной для микробных топливных элементов (МТЭ), устойчивых к изменениям окружающей среды.

## Применение в биоремедиации
Способна восстанавливать U(VI) до нерастворимого U(IV), что применимо при очистке загрязнённых подземных вод. Это важный инструмент для биоремедиации, особенно в местах загрязнения тяжёлыми металлами. 

## Биотехнологические перспективы
Благодаря способности к передаче электронов и созданию проводящих биоплёнок, рассматривается как кандидат для биоэлектронных устройств, биосенсоров и других технологий на стыке биологии и электроники.